# Aparecida do Taboado
Aparecida do Taboado – miasto i gmina w Brazylii, w stanie Mato Grosso do Sul.